# Ligne 203 (Infrabel)
Pour les articles homonymes, voir Ligne 203.
La ligne 203 est une ligne ferroviaire industrielle belge du port de Gand qui va de la gare de Wondelgem en direction du Ringvaart à Wondelgem-connection. Elle a une longueur de 2,0 km et est connectée à la ligne 55.